# Kanton Nègrepelisse
Kanton Nègrepelisse (francouzsky Canton de Nègrepelisse) je francouzský kanton v departementu Tarn-et-Garonne v regionu Midi-Pyrénées. Tvoří ho šest obcí.

## Obce kantonu
- Albias
- Bioule
- Montricoux
- Nègrepelisse
- Saint-Étienne-de-Tulmont
- Vaïssac